# 額勒春
參數所指定的目標頁面不存在，建議更正成存在頁面或直接建立下列一個頁面（建立前請先搜尋是否有合適的存在頁面可以取代）：
- 額勒春 (滿洲正黃旗)

額勒春（1879年—？），字樂田，达斡尔族，黑龍江布特哈旗（今内蒙古自治区呼伦贝尔市扎蘭屯市）人，清朝、中华民国、满洲国政治人物。

## 生平
清朝光緒五年（1879年）出生。1901年2月，任布特哈副都統衙門户司額委書記。1905年2月，任驍騎校。1909年5月，任東布特哈八旗總管。1925年10月，任黑龙江军务善后督办公署谘议。满洲国成立后，任满洲国兴安东省省长。

## 家庭
- 继子：德古永